# Venba (jogo eletrônico)
Venba é um jogo narrativo de cozinhar, desenvolvido e publicado pela Visai Games. O jogo foi lançado em 31 de julho de 2023 em Nintendo Switch, PlayStation 5, Windows, Xbox One e Xbox Series X/S. Venba começa na década de 1980 e ocorre ao longo de vários anos. O jogador controla o personagem titular, Venba, uma mãe indiana que deixa a Índia para se mudar para o Canadá com o marido e filho. O jogo baseia-se fortemente na cultura tâmil e culinária do sul da Índia.

## Jogabilidade
A jogabilidade principal envolve Venba tentando restaurar suas receitas perdidas por tentativa e erro. O antigo livro de receitas da mãe de Venba contém as receitas que o jogador tentará recriar, mas o livro de receitas foi danificado, então algumas instruções estão borradas ou não fazem sentido para alguém não familiarizado com certos utensílios ou ingredientes.

## Desenvolvimento
Em entrevista ao Eurogamer, o desenvolvedor líder Abhi explica que muitas mídias relacionadas a histórias de imigrantes se concentram principalmente nas crianças de segunda geração, e não em seus pais, mas que os pais têm "uma história mais legal para contar, porque eles saem de seu país com a idade de  40 ou 50, e eles se mudam para um novo lugar." Venba será contada pela perspectiva da mãe e mostrará como cozinhar se torna uma forma de ela manter contato com suas raízes. 
A Visai Games teve o desafio de fazer um jogo de culinária que fosse interessante para os jogadores que conhecem as receitas, sem tornar o jogo muito difícil para quem não é. Como o jogo pode apresentar aos jogadores a culinária tâmil, as receitas devem ser representativas. Inicialmente, os desenvolvedores lutaram para criar bons quebra-cabeças com as receitas, como explica Abhi: "As receitas [do sul da Ásia] geralmente são muito longas e complicadas e, embora fosse tecnicamente possível fazer quebra-cabeças com elas, não tornariam a jogabilidade muito divertida." Depois de fazer algumas pesquisas, os desenvolvedores descobriram que algumas receitas já tinham quebra-cabeças embutidos, eles apenas precisavam ser contextualizados adequadamente.

## Trilha sonora
A trilha sonora de Venba foi composta por Alpha Algo, que também era o letrista. Inspirada principalmente na música filmes tâmeis ao longo de várias décadas, a trilha sonora de Venba reúne uma variedade de gêneros para acentuar a nostalgia e a paleta cultural do jogo. O álbum também inclui homenagens a compositores populares. As letras em tâmil levam o ouvinte a uma jornada pela evolução da música tâmil, com referências à cultura pop e narrativas poéticas. A trilha sonora foi lançada para compra digital em 21 de julho de 2023 no Bandcamp, e também foi disponibilizada para compra como conteúdo para download, junto com o jogo principal, no Steam. O jogo também apresenta uma faixa interpretada pelo famoso compositor indiano Thenisai Thendral Deva, intitulada "Chellakutty".

## Ligações Externas
- «Página oficial»